# سد تنگ دره گراز
سد تنگ دره گراز مربوط به دوران‌های تاریخی پس از اسلام است و در شهرستان کوهدشت، روستای دره گراز واقع شده و این اثر در تاریخ ۱۰ مهر ۱۳۸۰ با شمارهٔ ثبت ۳۹۵۴ به‌عنوان یکی از آثار ملی ایران به ثبت رسیده است.